# Sophia Henriette von Waldeck

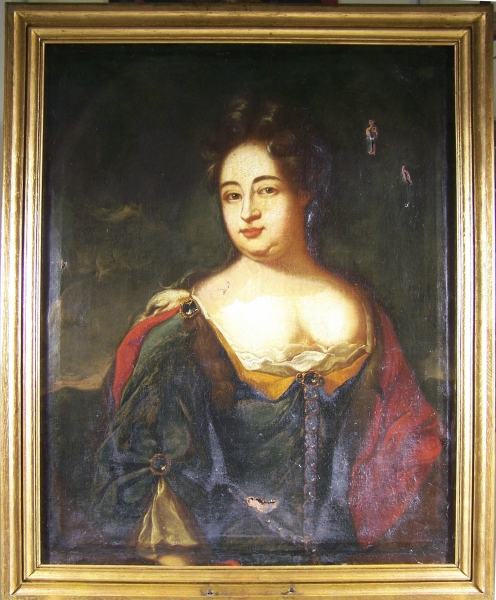
Herzogin Sophia Henriette von Sachsen-Hildburghausen

Sophia Henriette von Waldeck (* 3. August 1662 in Arolsen; † 15. Oktober 1702 in Erbach) war durch Heirat Herzogin von Sachsen-Hildburghausen. Als Stammmutter einer ernestinischen Linie, des Hauses Sachsen-Altenburg, fällt ihr rückblickend eine besondere dynastische Bedeutung zu.

## Leben
Sophia Henriette war eine Tochter des Fürsten und Generalfeldmarschalls Georg Friedrich von Waldeck und dessen Gemahlin Elisabeth Charlotte, geb. Gräfin von Nassau-Siegen (1626–1694). Somit entstammte sie dem Haus Waldeck.
Sie heiratete am 30. November 1680 in Arolsen Herzog Ernst von Sachsen-Hildburghausen, einen Freund und Kriegsgefährten ihres Vaters, mit dem sie noch bis 1683 in Arolsen lebte. Nach der Fertigstellung des Schlosses in Hildburghausen residierte das Paar dort. Zu ihrem ältesten Sohn Ernst Friedrich hatte Sophie Henriette ein ausgesprochen enges Verhältnis. Sie bahnte dessen Ehe mit Sophia Albertine von Erbach, Tochter ihrer Cousine, an. Die Herzogin starb aber noch vor der Hochzeit 1702 auf Schloss Erbach, zehn Tage nachdem sie ihren jüngsten Sohn geboren hatte. Ihr Leichnam war der erste, der in der neuen Fürstengruft unter der Schlosskirche bestattet wurde.
Sophia Henriettes Vater starb 1692, ohne männliche Erben zu hinterlassen. Waldeck-Eisenberg fiel an die Linie Waldeck-Wildungen, die drei Töchter des Fürsten Georg Friedrich erhielten aber als Erbe die Grafschaft Cuylenburg (Culemborg). Nach dem Tod von Sophia Henriettes älterer Schwester Luise Anna (1653–1714) war Sophia Henriettes ältester Sohn Ernst Friedrich Erbe der Grafschaft, die er aber im Jahre 1748 an das Herzogtum Geldern verkaufte, mit dem sie später an die Niederlande fiel.

## Nachkommen
- Ernst Friedrich I. (1681–1724)
- Sophie Charlotte (1682–1684)
- Sophie Charlotte (1685–1710)
- Karl Wilhelm (1686–1687)
- Joseph Friedrich (1702–1787)